# Jerome (DJ)

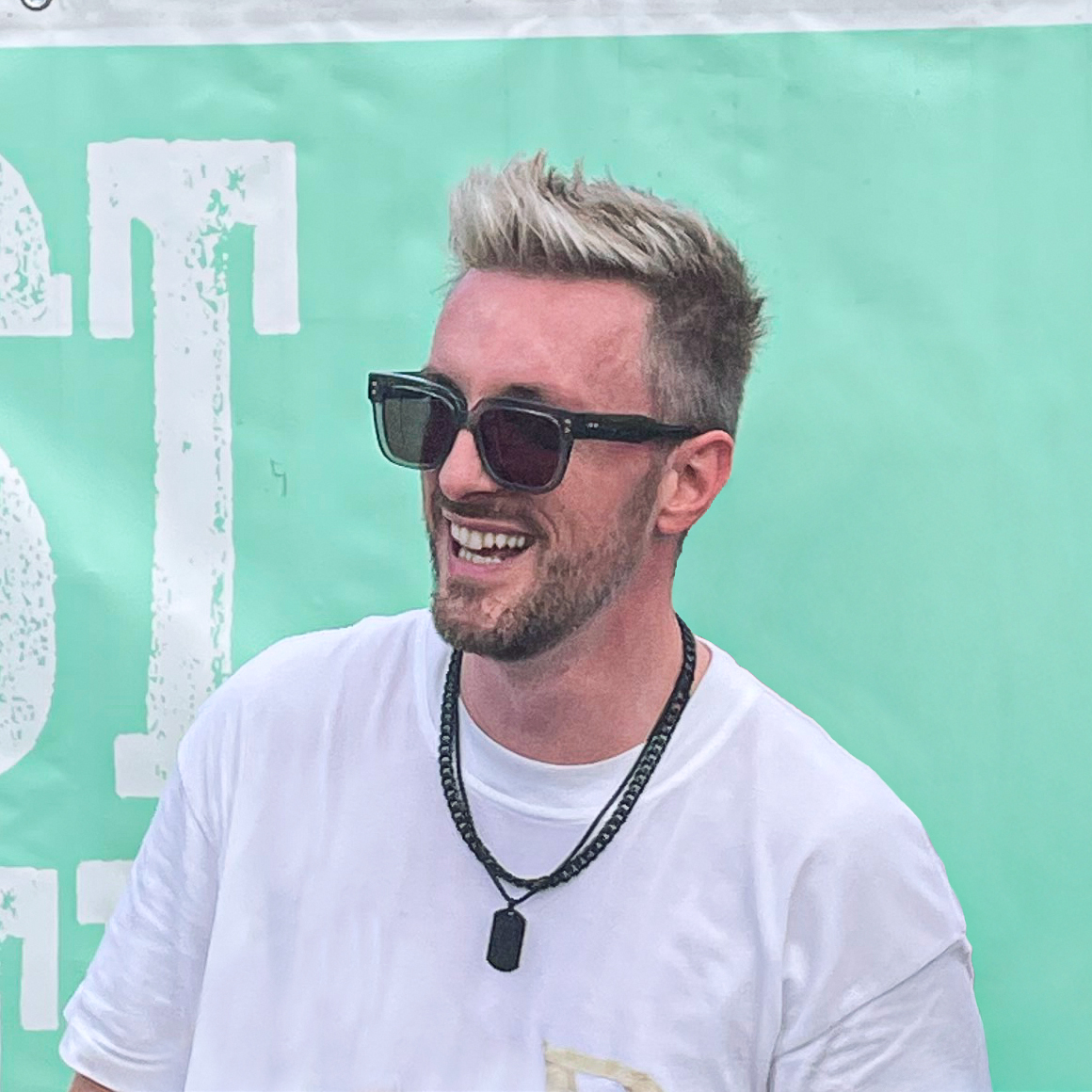
Jerome beim Most Wanted Festival 2025

Jerome (* 15. September 1982 in Hamburg; eigentlich Marcel-Jerome Gialelés), auch unter dem Namen DJ Jerome (zuvor auch als Jerome Jerkins) aktiv, ist ein deutscher DJ und Musikproduzent. Er stand bis Spätsommer 2024 bei dem House-Label Kontor Records unter Vertrag.

## Leben
Jerome kam 2010 zu Kontor Records, wo er zunächst als Musikproduzent arbeitete. Er mixte zahlreiche Kompilationen des Labels und machte sich auch als Resident-DJ der Kontor Top of the Clubs Tour einen Namen. Als Radio-DJ war er bis 2014 bei Radio Energy Hamburg, wo er die Samstagabend-Show bestritt. Von 2014 bis 2020 bestritt er auf Radio Hamburg freitags und samstags das Primetime-Programm. Seine Mixe wurden von 2017 bis 2024 auch auf Sunshine Live, Planet Radio, Kiss FM, BigFM, Radio Top40, Radio Gong Würzburg, Leipzig Beatzz und Radio Fantasy ausgestrahlt. 2016 übernahm auch die Lufthansa Mixe von ihm für ihr Bordprogramm.
Seine eigenen Stücke wurden unter anderem fünf Mal als Hymne der Nature One und einmal als Hymne der Mayday genutzt. Scooter-Sänger H. P. Baxxter wählte ihn in sein Jury-Kompetenzteam bei der Castingshow X Factor auf Vox und setzte ihn als Support für Scooter ein.
Ende Mai 2019 veröffentlichte er die Single Light, die Platz 39 der deutschen Charts erreichte. 2020 legte er mit der Single Take My Hand nach, die Platz 53 der deutschen Charts erreichte. Die anschließende Single Lonely erreichte ebenfalls im Jahr 2020, Platz 77 und war damit die dritte Chart-Platzierung von Jerome.
Im Dezember 2022 heiratete er seine Freundin Anni, Inhaberin einer Poledance-Tanzschule, nach dreijähriger Beziehung in Hamburg.
2023 wandte er sich musikalisch mit Tracks wie Rave im Loop (mit NOISETIME), einem Remix des 90er-Klassikers Bailando oder Sugar Rush (mit Teknoclash & Lost Identity) dem Hardstyle zu.
Im November 2023 wurde er infolge eines Verkehrsunfalls, bei welchem ein betrunkener Autofahrer ihn zwischen seinem eigenen Fahrzeug und einem Baum einklemmte, lebensbedrohlich verletzt.
2024 kehrte er nach seiner Genesung mit seiner "#COMEBACKSTRONGER" - Tour zurück auf die Bühnen.

## Diskografie
EPs
- 2020: The Acoustic Session (Kontor Records)

Singles

| Jahr | Titel Album           | Höchstplatzierung, Gesamtwochen, AuszeichnungChartplatzierungen (Jahr, Titel, Album, Platzierungen, Wochen, Auszeichnungen, Anmerkungen) | Höchstplatzierung, Gesamtwochen, AuszeichnungChartplatzierungen (Jahr, Titel, Album, Platzierungen, Wochen, Auszeichnungen, Anmerkungen) | Anmerkungen                                                            |
| Jahr | Titel Album           | DE | AT | Anmerkungen                                                            |
| ---- | --------------------- | --- | --- | ---------------------------------------------------------------------- |
| 2019 | Light –               | DE39 Platin · (29 Wo.)DE | AT69 (3 Wo.)AT | Erstveröffentlichung: 20. Mai 2019 Verkäufe: + 445.000                 |
| 2020 | Take My Hand –        | DE53 Gold · (13 Wo.)DE | — | Erstveröffentlichung: 11. März 2020 Verkäufe: + 200.000                |
| 2020 | Lonely –              | DE77 (1 Wo.)DE | — | Erstveröffentlichung: 5. Juni 2020 Verkäufe: + 50.000; mit Gabry Ponte |
| 2024 | Bittersweet Goodbye – | DE— aDE | — | Erstveröffentlichung: 9. August 2024 mit HBz & Robin White             |

Mixe
- 2012: Kontor – Top of the Clubs Volume 56 (Kontor Records)
- 2013: Kontor – Top of the Clubs Volume 59 (Kontor Records)
- 2014: Kontor – Top of the Clubs Volume 62 (Kontor Records)
- 2014: Kontor – Top of the Clubs Volume 64 (Kontor Records)
- 2015: Kontor – Top of the Clubs Volume 65 (Kontor Records)
- 2015: Kontor – Top of the Clubs Volume 66 (Kontor Records)
- 2016: Kontor – Top of the Clubs Volume 70 (Kontor Records)
- 2016: Kontor – Top of the Clubs Volume 71 (Kontor Records)
- 2016: Kontor – Top of the Clubs Volume 72 (Kontor Records)
- 2016: Kontor – Top of the Clubs Volume 73 (Kontor Records)
- 2016: Big City Beats 24 (Kontor Records)
- 2016: Big City Beats 25 (Kontor Records)
- 2017: Kontor – Top of the Clubs Volume 74 (Kontor Records)
- 2017: Kontor – Top of the Clubs Volume 75 (Kontor Records)
- 2017: Kontor – Top of the Clubs Volume 76 (Kontor Records)
- 2017: Kontor – Top of the Clubs Volume 77 (Kontor Records)
- 2018: Kontor – Top of the Clubs Volume 78 (Kontor Records)
- 2018: Kontor – Top of the Clubs Volume 79 (Kontor Records)
- 2018: Kontor – Top of the Clubs Volume 80 (Kontor Records)
- 2019: Kontor – Top of the Clubs Volume 81 (Kontor Records)
- 2019: Kontor – Top of the Clubs Volume 82 (Kontor Records)
- 2019: Kontor – Top of the Clubs Volume 83 (Kontor Records)
- 2019: Kontor – Top of the Clubs Volume 84 (Kontor Records)

Weitere Singles
| - 2010: Sketches (mit Jamie Anderson) - 2012: Stars - 2012: Crank 2.0 - 2013: Don’t Walk Away (feat. Ace Young) - 2014: Kamikaze (vs Eric Chase) - 2014: Give Me Wings (mit Lotus feat. Amanda) - 2015: Muthafuqa (vs. XPR) - 2015: More Than a Moment (mit Lotus feat. Karen Harding) - 2015: Gravity (mit Lotus & Kray feat. Amanda) - 2015: Rain on Me (mit Chassio feat. Marvin Brooks) - 2015: Glücklich (feat. David Oesterling) - 2015: Close to You (mit Eric Chase) - 2016: Bad Bass (Godzilla) - 2016: Thong Song (mit Audiosonik) - 2016: All About Tonight (feat. Megan Vice) - 2017: Should Have Known Better (feat. Michelle Hord) - 2017: Wouldn’t It Be Good (mit Lotus feat. Nik Kershaw) - 2017: Crush (mit Eric Chase feat. Michelle Hord) - 2018: Sky (mit Beatfighterz) - 2019: Birds of Thunder - 2019: Only Go Higher - 2020: You & Me (vs. Le Shuuk) - 2020: Jupiter - 2020: Sick of You - 2020: Higher Space (mit Harris & Ford) - 2021: Sober (mit Lizot) - 2021: Look Back At It (mit Hintrland) - 2021: Dance Like Rihanna (mit Lizot) - 2021: Against The Wall (mit Neptunica & Fabian Farell feat. Jon Paul) - 2021: Home (feat. Sarah de Warren) - 2021: Staring At The Bottle (mit Angemi feat. Mingue) - 2021: Lonely Again (mit Mike Candys feat. Evie) - 2021: Better Love (mit Malou & Mokaby) | - 2021: Breathe Me To Life (Ayahuasca) (mit Lunax & Orange INC feat. Nathalie Blue) - 2022: The Climb (mit LANNÉ) - 2022: Where The Love Is (feat. Mila Falls) - 2022: Forever Gold - 2022: Light Up (mit Mariana BO feat. Crooked Bangs) - 2022: To the Moon (mit Axmo) - 2022: Wir sagen danke schön (Jerome Remix) (mit Die Flippers feat. Olaf der Flipper) - 2022: High on Music (mit Neptunica) - 2022: Santiano (Jerome Remix) (mit Santiano und Nathan Evans) - 2022: Olivia (Jerome Remix) (mit Die Zipfelbuben) - 2022: Break the Silence (mit Kyanu) - 2022: Hardcore Life (mit DJ Antoine) - 2022: Origami (mit Crazy Donkey und Jem Cooke) - 2022: Blow Ur Mind (mit Hedara) - 2023: Now (mit Kyanu) - 2023: Still Need You (mit imallryt) - 2023: Klabautermann (mit Jebroer) - 2023: Rave im Loop (mit Noisetime und Meela) - 2023: Faith (mit Paul Elstak) - 2023: Bailando (mit Loona und DJ Sammy) - 2023: Into the Night (mit Neptunica und Marc Blou) - 2023: Sugar Rush (mit Teknoclash und Lost Identity) - 2023: End of Time (mit Axmo und Jessica Chertock) - 2023: Rebellion (mit July) - 2023: Starry Night (mit Tatsunoshin und Sonja) - 2023: I’ll Be There (mit imallryt) - 2023: Status (mit èmma) - 2024: Ballern und Tanzen (mit Strobe) - 2024: Time after Time (mit Yoia und Beks) - 2024: Use Somebody (mit Robin White und Kilian K) - 2024: Crank That (mit Danny Ores) - 2024: I Need Your Lovin’ (mit 89ers und Marc Et Claude) |

Gastbeiträge
- 2011: Sex Addiction (Jamez feat. Jerome)
- 2020: Hot Sauce (Ray Vans feat. Jerome)

Remixe
- 2013: Michael Mind Project – How does It Feel (Jerome Remix)
- 2013: DJ Antoine – House Party (Jerome Radio Edit)
- 2013: DJ Antonie – Bella Vita (Jerome Radio Edit)
- 2014: Jay Frog & KLC – Tzzzz (Jerome Remix)
- 2016: Rene Rodrigezz – Thelecat (Jerome Remix)
- 2016: Friends of Mayday – Twenty Five (Jerome’s Official Anthem Mix)
- 2016: DJ Antonie – Thank You (Jerome Tropical Remix)
- 2016: Amfree, Hoxtones & Jenson – Two Can Play The Game (Jerome Respect the Klassics Remix)
- 2016: Mike Candys & Evelyn – Summer Dream (Jerome Remix)

## Auszeichnungen für Musikverkäufe
| Goldene Schallplatte - Dänemark - 2021: für die Single Light Platin-Schallplatte - Polen - 2023: für die Single Lonely |

Anmerkung: Auszeichnungen in Ländern aus den Charttabellen bzw. Chartboxen sind in ebendiesen zu finden.
| Land/RegionAuszeichnungen für Musikverkäufe (Land/Region, Auszeichnungen, Verkäufe, Quellen) | Gold     | Platin     | Verkäufe | Quellen           |
| -------------------------------------------------------------------------------------------- | -------- | ---------- | -------- | ----------------- |
| Dänemark (IFPI)                                                                              | Gold1    | —          | 45.000   | ifpi.dk           |
| Deutschland (BVMI)                                                                           | Gold1    | Platin1    | 600.000  | musikindustrie.de |
| Polen (ZPAV)                                                                                 | —        | Platin1    | 50.000   | olis.pl           |
| Insgesamt                                                                                    | 2× Gold2 | 2× Platin2 |          |                   |